# Такеї Йосикі
Такеї Йосикі, або ж Такеї Юкі (яп. 武居由樹, англ. Yoshiki Takei; 12 липня 1996) — японський кікбоксер та професійний боксер, чемпіон світу за версією WBO (2024—т.ч.) у легшій вазі.

## Кар'єра кікбоксера
З десяти років займався кікбоксингом. 2014 року дебютував на професійному рівні. Здобув перемоги у кількох турнірах. Був чемпіоном K-1 у другій легшій (до 55 кг) вазі з 2017 по 2020 рік, а також був переможцем Гран-прі K-1 у другій легшій вазі 2017 та 2019 років.

## Боксерська кар'єра
2020 року відмовився від свого титулу K-1 і оголосив про свій перехід у бокс. Впродовж 2021—2023 років здобув 8 дострокових перемог. 6 травня 2024 року вийшов на бій проти чемпіона WBO у легшій вазі Джейсона Молоні (Австралія) і здобув перемогу одностайним рішенням.
В першому захисті 3 вересня 2024 року здобув перемогу одностайним рішенням над Хіґа Дайґо.